# Patrick Lalor
Patrick Joseph Lalor (19 juillet 1926 - 29 juillet 2016) est un homme politique irlandais du Fianna Fáil et ancien joueur de Hurling du Laois. Il est Teachta Dála (TD) pour Laois-Offaly entre 1961 et 1981, et ministre du gouvernement à deux reprises au cours du 19e Dáil. Il représente ensuite Leinster au Parlement européen de 1979 à 1994.

## Carrière dans le hurling
Lalor est membre de l'équipe du Laois qui remporte le championnat de hurling senior de Leinster en 1949. L'équipe participe ensuite à la finale du All-Ireland Senior Hurling Championship, mais perd contre Tipperary. Plus tard cette année-là, il aide son club Abbeyleix à remporter le championnat de hurling senior du Laois. Entre 1953 et 1956, Lalor est secrétaire du comté du Laois GAA.
Il joue au Football gaélique et au Hurling pour son club et son comté pendant de nombreuses années et est généralement considéré comme l'un des lanceurs les plus habiles à avoir porté le maillot du Laois. En témoigne sa sélection en 1999 dans l'équipe Laois Hurling du Millénaire.
Lalor joue 70 fois pour les lanceurs seniors du Laois, marquant 199 points au cours de son séjour avec l'équipe senior. Au moment de sa retraite, il est le meilleur buteur de tous les temps du comté et est en tête des classements pendant plus de 20 ans. Il a également joué cinq fois pour les footballeurs seniors, marquant 13 points.

## Carrière politique
Lalor est élu au Dáil Éireann lors de sa première tentative aux élections générales de 1961 en tant que député du Fianna Fáil pour Laois-Offaly au 17e Dáil. En 1965, il est nommé secrétaire parlementaire du ministre de l'Agriculture. L'année suivante, Lalor devient secrétaire parlementaire du ministre des Transports, de l'Énergie et des Postes et Télégraphes. Après les élections de 1969, Lalor rejoint le cabinet de Jack Lynch en tant que ministre des Postes et Télégraphes. Lors du remaniement ministériel qui a lieu à la suite de la crise des armements en 1970, il reprend le portefeuille de l'Industrie et du Commerce, occupant ce poste jusqu'aux élections générales de 1973, lorsqu'une coalition Fine Gael - Parti travailliste prend le pouvoir.
Le Fianna Fáil est réélu lors d'une victoire écrasante aux élections générales de 1977 et Lalor devient whip en chef du gouvernement et secrétaire parlementaire du ministre de la Défense. En 1979, il est élu au Parlement européen dans la circonscription de Leinster  et ne se représente aux élections générales de 1981,. Il est réélu au Parlement européen en 1984 et 1989, avant de se retirer de la politique en 1994. Durant son mandat au Parlement européen, il est vice-président du groupe parlementaire des Démocrates progressistes européens et de son successeur l'Alliance démocratique européenne. Il est également vice-président du Parlement européen de 1982 à 1987.

## Vie privée
Lalor est décédé le 29 juillet 2016 à l'âge de 90 ans. Il laisse quatre enfants. Le leader du Fianna Fáil, Micheál Martin, rend hommage à Lalor en disant qu'il "avait eu une carrière très distinguée et qu'il représentait le peuple de Laois-Offaly avec une grande fierté",.